# Хипергликемия
 Тази статия е за повишена кръвна захар.  За обратното състояние вижте Хипогликемия.  
Хипергликемия (да не се бърка с хипогликемия) е медицински термин, обозначаващ състояние в спешната медицина, при което нивото на захарта (глюкозата) в кръвта е над нормалните граници. Хипергликемията може да увреди организма.

## Причинители
Всяка от следните причини или комбинация може да причини повишаване на кръвната захар:
- Намалено производство на инсулин, поради развитието на диабет тип 2
- Пропуснат прием или прием на некачествен/недостатъчен инсулин при диабетиците
- Консумиране на много или на неподходяща храна
- Намалено спрямо обичайното физическо натоварване
- Прием на медикаменти (напр. съдържащи кортизол), влияещи върху нивото на кръвната захар
- Бременност
- Стрес
- Наднормено тегло
- Инфекция или болест.[1]

## Симптоми
Повишаването на кръвната захар над нормалните стойности е бавен процес. Симптомите на хипергликемия може да са предизвикани или подсилени от други фактори, но най-общо са:
- Жажда и сухота в устата
- Често уриниране
- Умора, слабост, изтощение
- Суха, сърбяща кожа
- Бавно и зле заздравяващи рани
- Влошено зрение
- Гадене, тежко дишане
- Припадък
- Диабетна кома (при продължителна хипергликемия).[1]

Игнорирането на хипергликемията е опасно за организма и води до усложнения и трайни увреждания по кръвоносните съдове и нервните клетки. За рискови се считат стойности на кръвната захар над 6,7 ммол/л (преди хранене) или над 8,9 ммол/л (два часа след хранене). Липсата на понижаващия кръвната захар инсулин води до превръщане на мастните киселини в по-малки частици – кетони, което води до свръх киселинност в организма (диабетна кетоацидоза). Наличието на кетони се познава по типичната миризма на ацетон в дъха или урината.